# Merrimac (Wisconsin)
Merrimac es una villa ubicada en el condado de Sauk en el estado estadounidense de Wisconsin. En el Censo de 2010 tenía una población de 420 habitantes y una densidad poblacional de 107,61 personas por km².

## Geografía
Merrimac se encuentra ubicada en las coordenadas 43°22′32″N 89°37′37″O / 43.37556, -89.62694. Según la Oficina del Censo de los Estados Unidos, Merrimac tiene una superficie total de 3.9 km², de la cual 2.2 km² corresponden a tierra firme y (43.6%) 1.7 km² es agua.

## Demografía
Según el censo de 2010, había 420 personas residiendo en Merrimac. La densidad de población era de 107,61 hab./km². De los 420 habitantes, Merrimac estaba compuesto por el 97.86% blancos, el 0.24% eran afroamericanos, el 0% eran amerindios, el 0% eran asiáticos, el 0% eran isleños del Pacífico, el 0.71% eran de otras razas y el 1.19% pertenecían a dos o más razas. Del total de la población el 3.1% eran hispanos o latinos de cualquier raza.